# Małaja Sumulta
Małaja Sumulta (ros. Малая Сумульта) – rzeka w Rosji, prawy dopływ rzeki Bolszaja Sumulta. Przepływa przez Republikę Ałtaju. Długość rzeki wynosi 56 km, dorzecze zajmuje powierzchnię 728 km². Ujście znajduje się na 22. km rzeki Bolszaja Sumulta.